# Obiettivo mortale
Obiettivo mortale (Wrong Is Right) è un film del 1982, diretto da Richard Brooks.

## Trama
Durante la realizzazione di un reportage sul principato arabo di re Ibn Awad, il telecronista Patrick Hale scopre casualmente un'oscura manovra della CIA tesa al finanziamento del terrorismo islamico al fine di preparare le condizioni ad un intervento americano in Medio Oriente tale da assicurare alla Casa Bianca l'egemonia sulla scena internazionale e il monopolio sulla produzione del petrolio. La molla che dovrebbe far scattare la reazione armata è costituita da un ordigno nucleare puntato contro il World Trade Center di New York.